# دلقک‌ماهی معمولی
دلقک‌ماهی معمولی (نام علمی: Amphiprion ocellaris) نام یک گونه از سرده دواره‌ای‌ها است. این ماهی با توجه به مکان زیست، در رنگ‌های مختلفی یافت می‌شود. به عنوان مثال، دلقک‌ماهی آمفی‌پیریون سیاه است که بدن آن با نوارهای سفید پوشیده‌شده‌است و در نزدیکی شمال استرالیا و منطقهٔ جنوب شرق آسیا و ژاپن یافت می‌شود. دلقک ماهی معمولی در حدود ۱۱۰ میلی‌متر طول دارد. همانند سایر گونه‌های ماهی‌ها، ماده‌ها از گونه نرها بزرگ‌تر هستند.
چرخهٔ زندگی دلقک ماهی‌ها در مکان زندگی آنها بسته به عمق یا ژرفای مکان زندگی متفاوت است. هنگامی که از تخم‌ها بیرون می‌آیند، در نزدیکی سطح آب قرار می‌گیرند اما هنگامی که وارد مرحله نوجوانی و بلوغ می‌گردند، به سمت عمق و ژرفای آب حرکت می‌کنند تا از میزبانی شقایق دریایی بهره بجویند. وقتی دلقک ماهی‌های بالغ، شقایق مورد نظر خود را یافتند؛ با آنها رابطهٔ همزیستی برقرار می‌نمایند.
دلقک ماهی‌ها به عنوان بخشی از آبزیان مناطق گرمسیری در تجارت آکواریوم مورد استفادهٔ بسیاری قرار می‌گیرند. هر چند، فقط رنگ‌های خاصی در بیشتر مواقع مورد تقاضا هستند. علاوه بر موارد ذکر شده، از دلقک ماهی‌ها در تحقیقات هم استفاده می‌شود چرا که به راحتی می‌توان آنها را پرورش داد. درخواست‌های فراوان برای نگهداری دلقک‌ماهی معمولی در آکواریوم پس از نمایش پویانمایی رایانه‌ای در جستجوی نمو باعث کاهش شدید و ناگهانی جمعیت این گونه از ماهی شد.

## نگارخانه

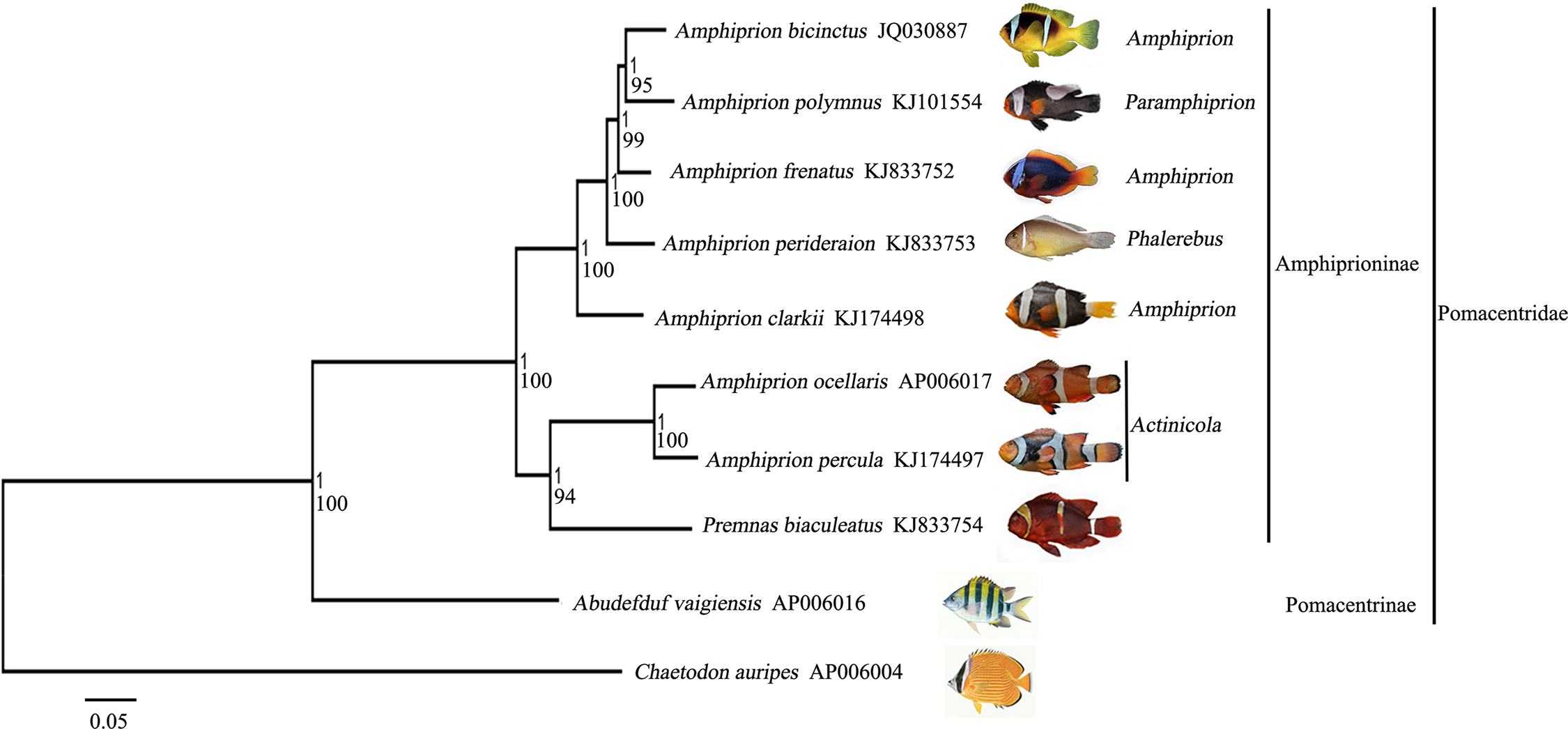
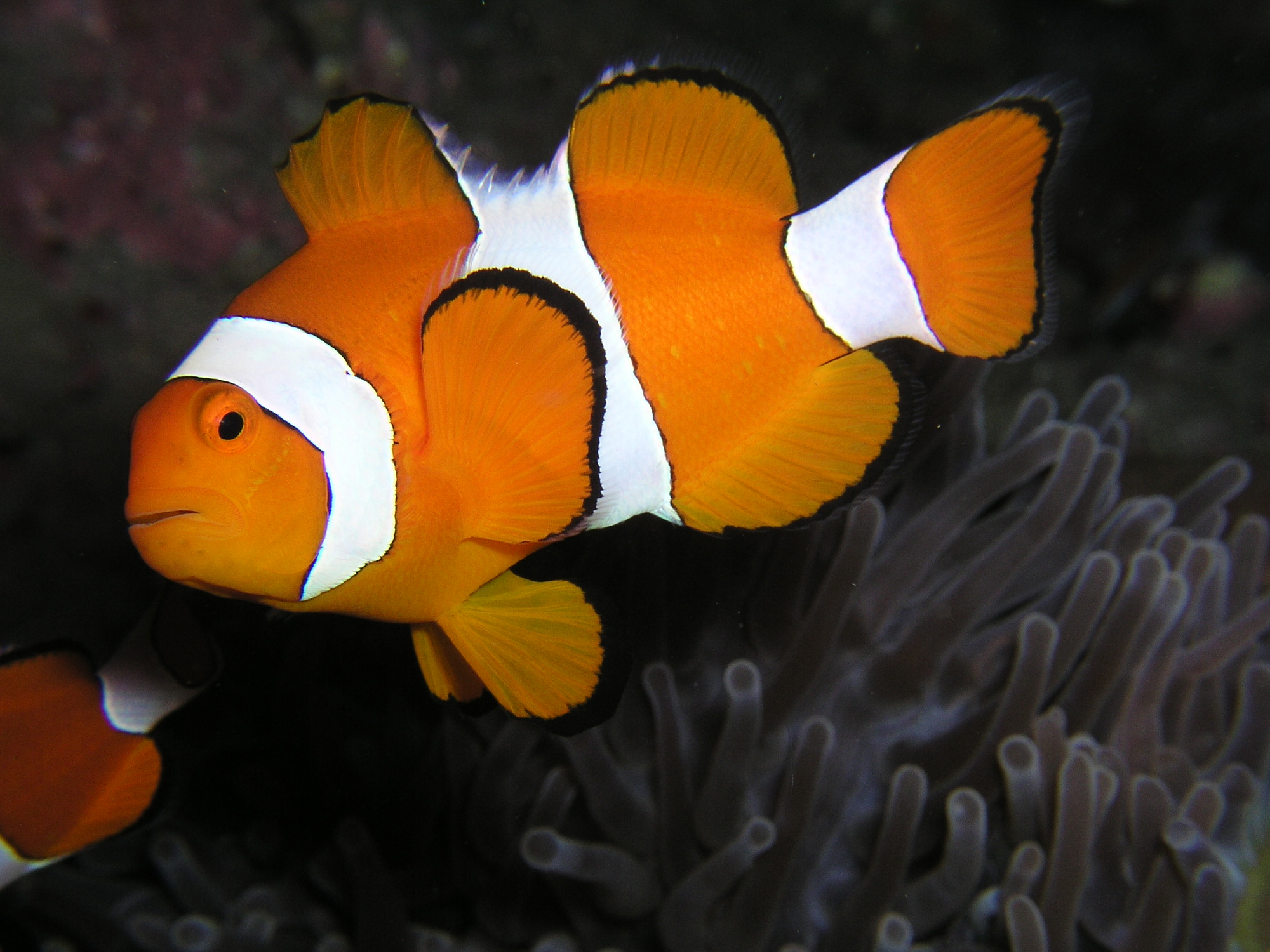
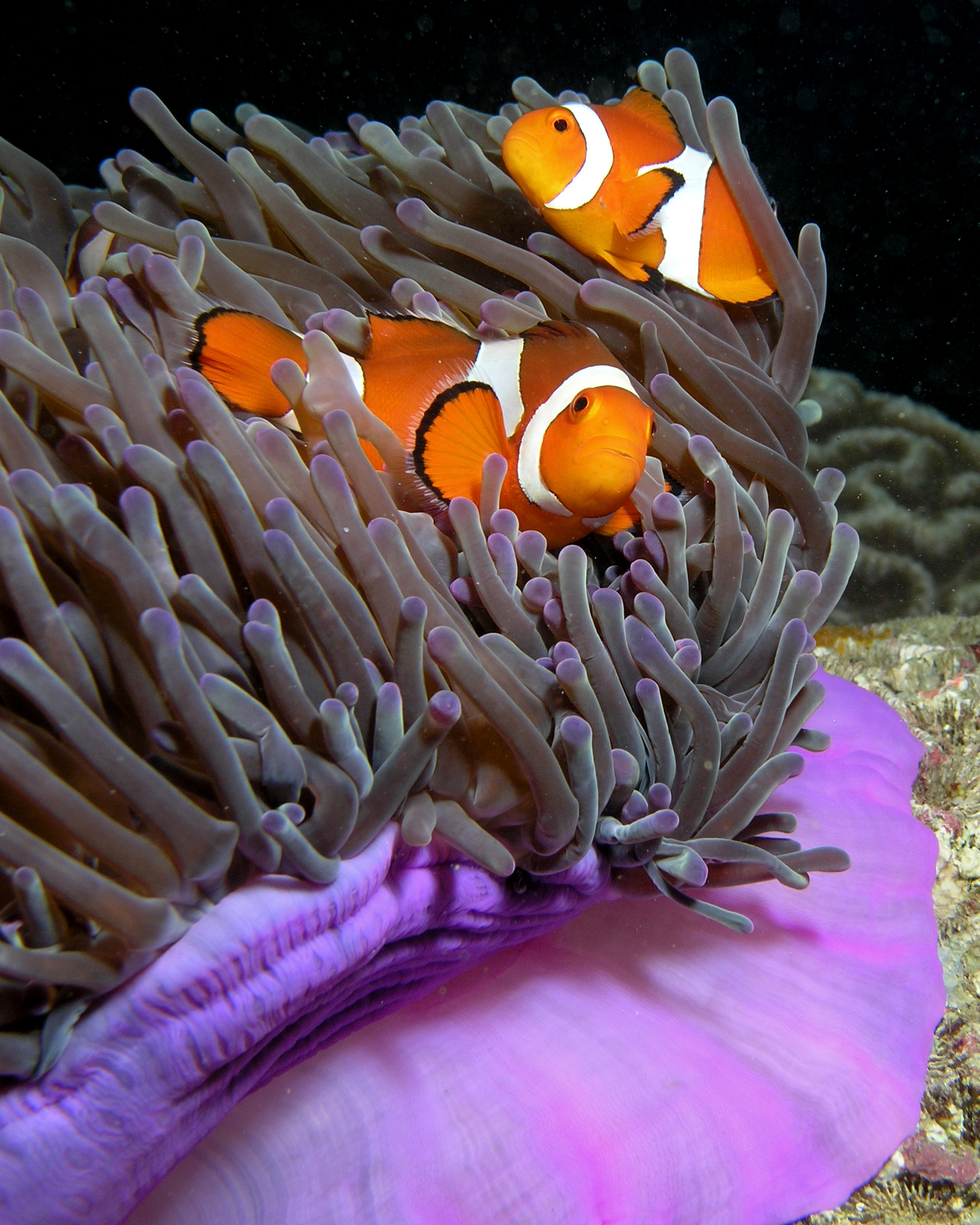
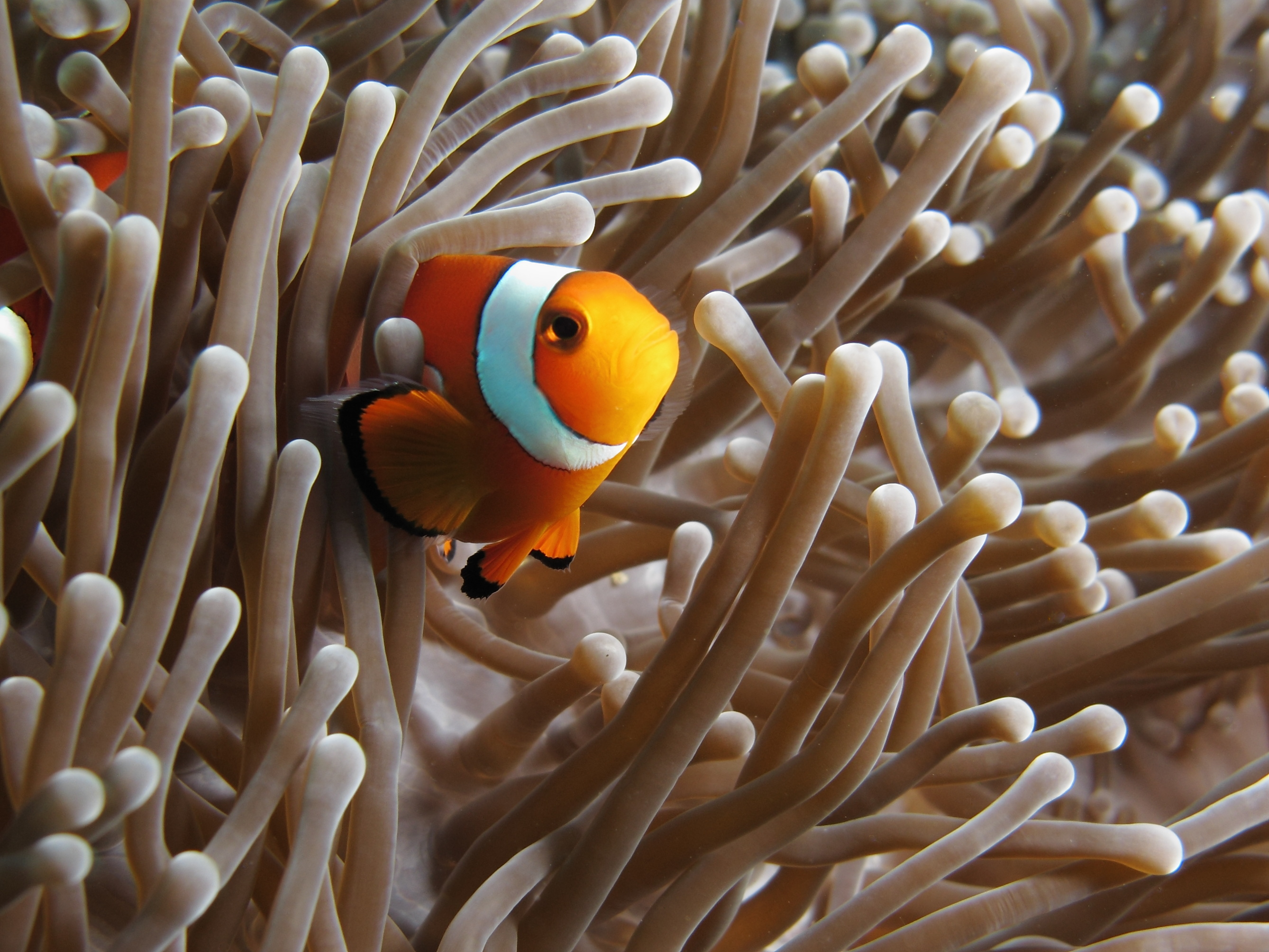
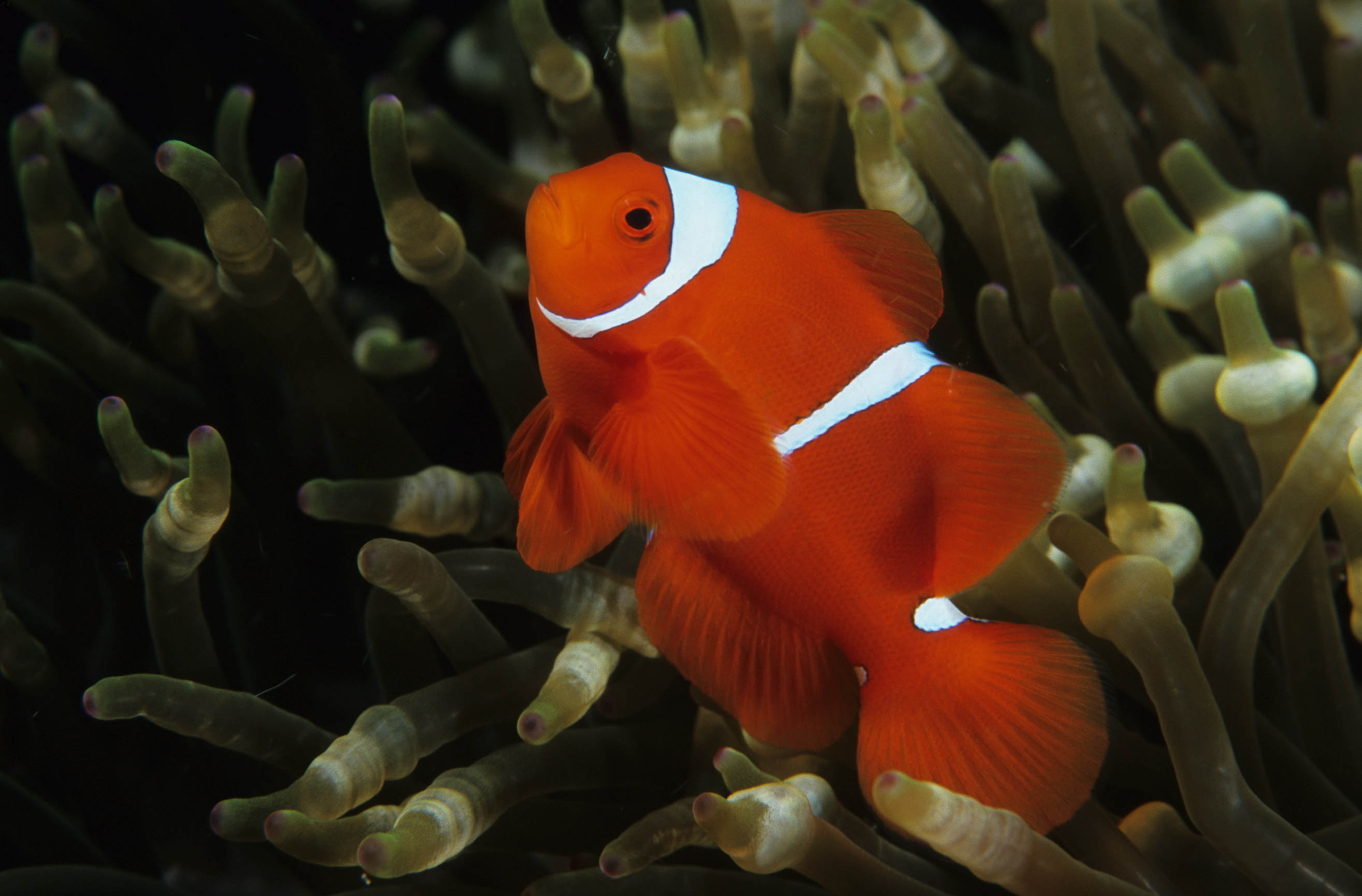